# Pelegudos

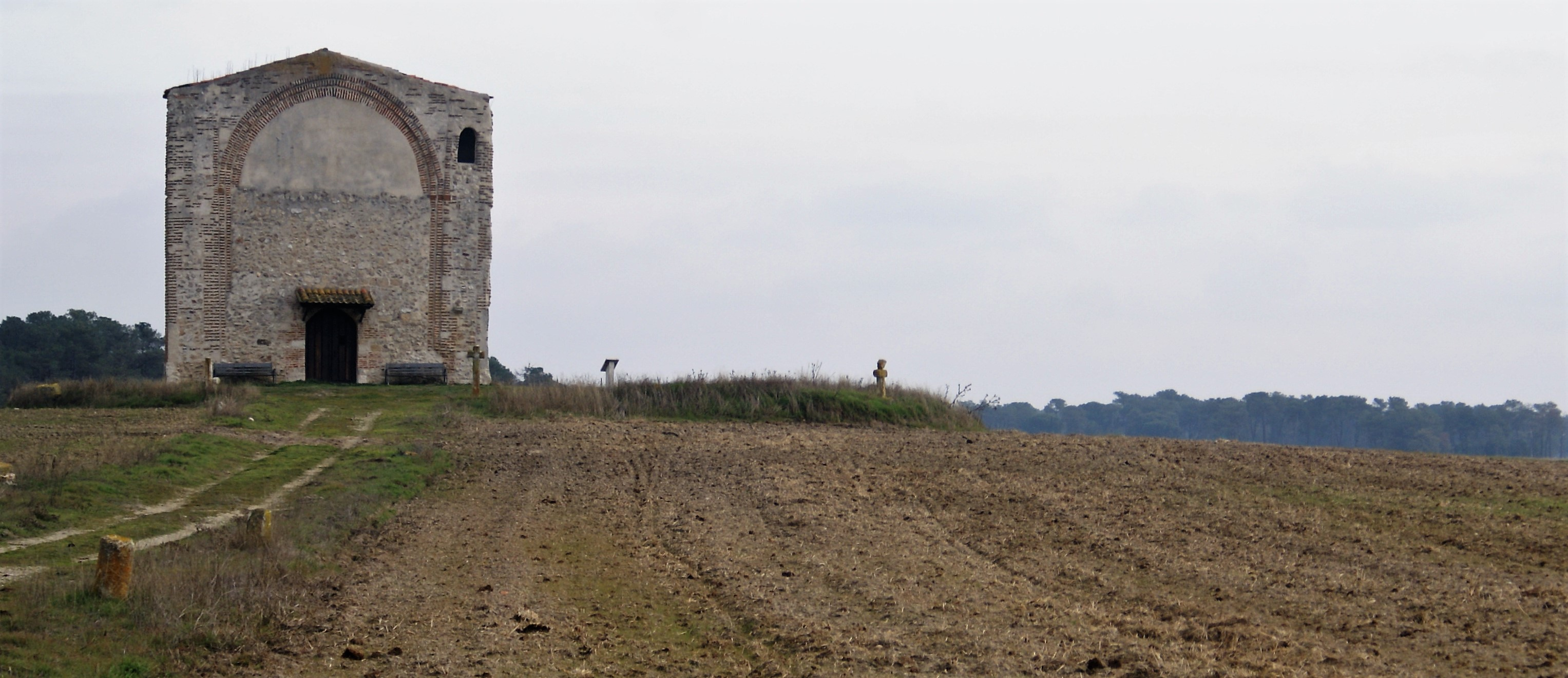
Ermita de San Mamés, único resto del despoblado de Pelegudos

Pelegudos fue una localidad de la provincia de Segovia, perteneciente a la Comunidad de Villa y Tierra de Cuéllar, actual comunidad autónoma de Castilla y León, España. Su término municipal se halla integrado en la actualidad en la localidad de Campo de Cuéllar, entidad local menor de Cuéllar.
Se hallaba emplazado en el Sexmo de Navalmanzano, y estaba situado dentro del actual término de Campo de Cuéllar, a 1.200 metros al E/NE del mismo, en el pago llamado San Mamés, en el cruce del camino llamado de Pelegudos con la acequia de la cañada.
De su caserío únicamente se conserva la antigua iglesia, de la que actualmente se conserva solo el ábside, siendo denominada ermita de San Mamés. Se trata de una construcción de finales del siglo XII que pertenece al arte mudéjar.